# University of Memphis

Logo der Universität

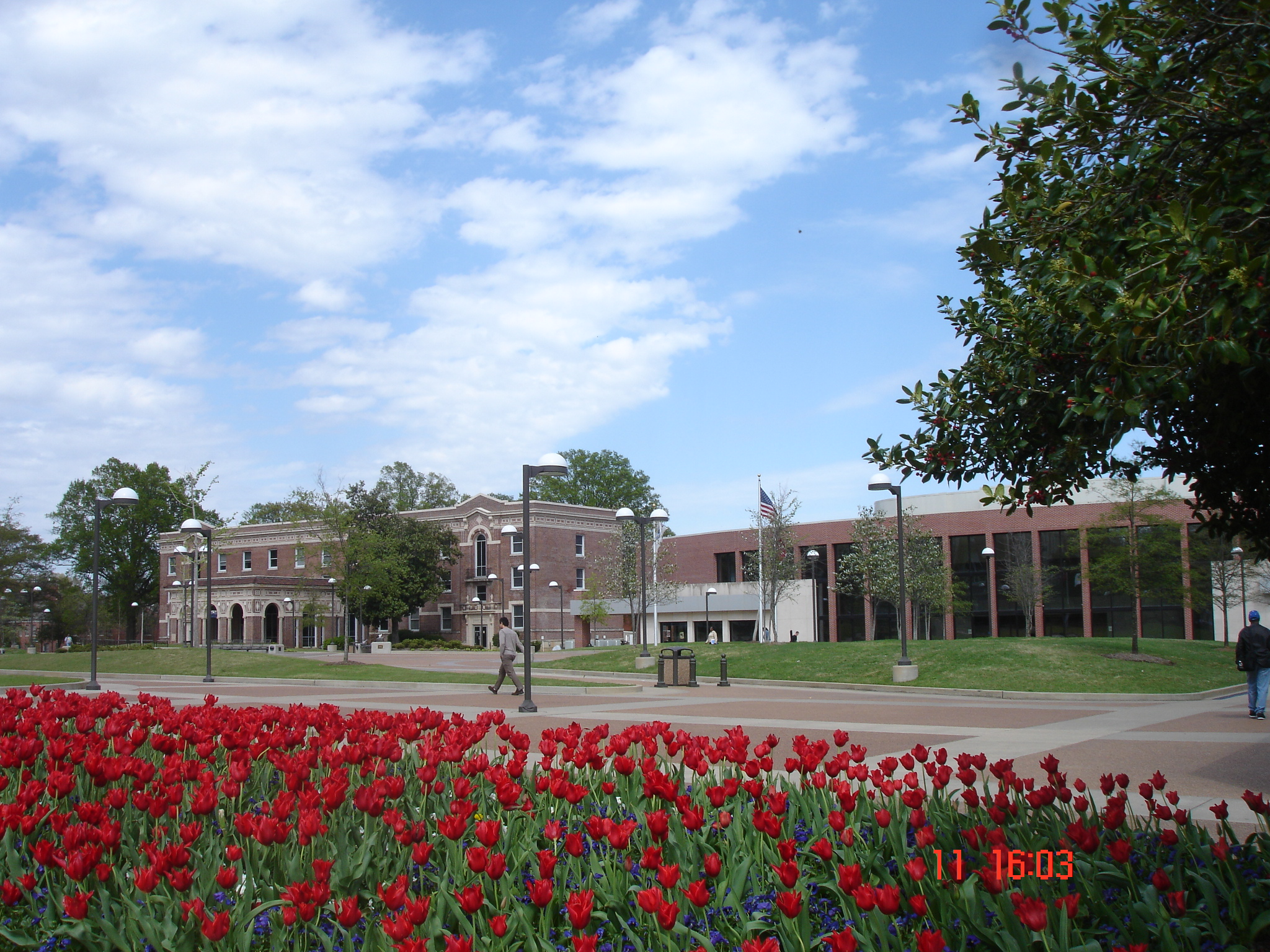
Student Activities Plaza

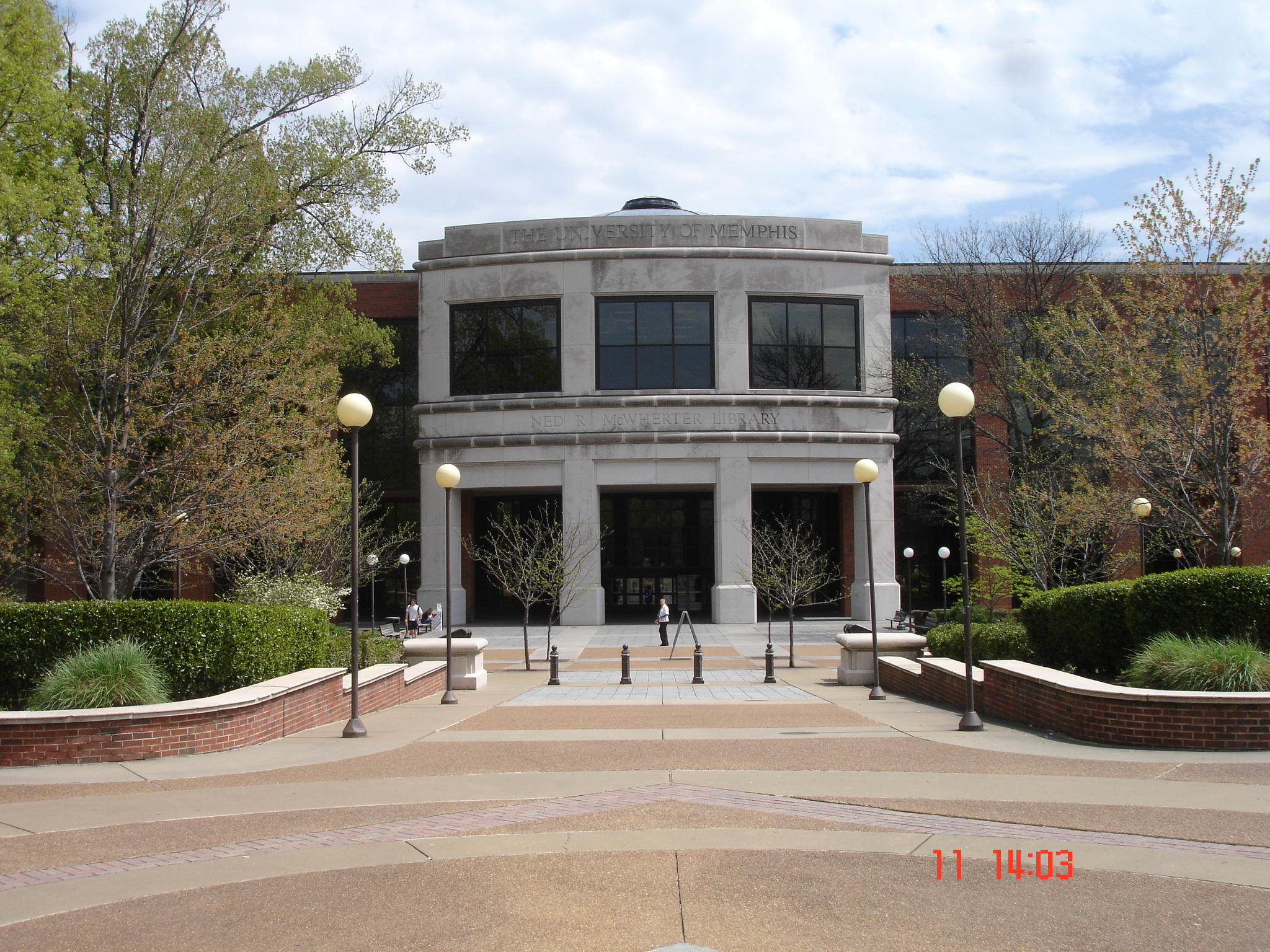
Bibliothek

Die University of Memphis ist eine staatliche Universität in Memphis im US-Bundesstaat Tennessee. Mit etwa 21.000 Studenten ist sie die größte Hochschule in Memphis. Die Universität ist besonders für ihre Forschung und Lehre in den Bereichen Ägyptologie, Erdbebenforschung, Journalismus und Öffentlichkeitsarbeit sowie Pflegeberufe und Rechtswissenschaften bekannt.

## Geschichte
Die University of Memphis wurde am 10. September 1912 als West Tennessee State Normal School gegründet. 1941 wurde sie in Memphis State University umbenannt. 1959 wurden die ersten afroamerikanischen Studenten zum Studium zugelassen. Ihren heutigen Namen erhielt sie 1994.

## Organisation

### Fakultäten
- School of Audiology and Speech-Language Pathology
- Ingenieurwissenschaften (Herff College of Engineering)
- Kommunikationswissenschaften und Schöne Künste
- Künste und Wissenschaften
- Pädagogik
- Pflege (Loewenberg School of Nursing)
- Rechtswissenschaften (Cecil C. Humphreys School of Law)
- Wirtschaftswissenschaften (Fogelman College of Business and Economics)
- University College
- Graduate School

### Forschungsinstitute
- FedEX Institute of Technology
- Center for Earthquake Research and Information
- Institute of Intelligent Systems
- Advanced Distributed Learning Workforce Co-Lab

## Sport
Die Sportteams der University of Memphis sind die Tigers. Die Universität ist seit 2013 Mitglied der American Athletic Conference.

## Persönlichkeiten
- Kathy Bates – Schauspielerin und Oscar-Preisträgerin
- Jake Elliott – NFL Footballspieler (Kicker)
- Stephen Gostkowski – NFL Footballspieler (Kicker)
- Penny Hardaway – NBA Basketballspieler
- Michael Jeter – Schauspieler
- Catherine Levasseur – Fußballspielerin
- Marie Levasseur – Fußballspielerin
- Dontari Poe – NFL Footballspieler (Defensive Tackle)
- Derrick Rose – NBA Basketballspieler
- Dan Schneider –  Filmproduzent
- Mark Sherrod – Fußballspieler
- Bill Wallace – Kampfsportler